# 산하고인
《산하고인》(山河故人)은 자장커 감독의 2015년 드라마 영화이다. 감독의 8번째 장편 영화로, 2015년 칸 영화제 경쟁 부문에 출품되었다. 또 2015년 토론토 국제 영화제에서 특별 상영되었으며, 영화는 2015년 10월 30일 중국에서 개봉되었다.

## 출연
- 자오타오 - 센타오
- 장역 - 장진솅
- 양경동 - 리앙즈